# 明尼赫·费伦茨
明尼赫·费伦茨（匈牙利語： 1886年11月18日—1967年11月29日）匈牙利共产党政治家，1958年至1961年担任匈牙利人民共和国部长会议主席。一战时曾参加奧匈陸軍在东线作战，1915年被俘后流放西伯利亚。1918年获释后返回匈牙利，加入匈牙利苏维埃共和国政府。1936年参加西班牙内战。1945年10月加入匈牙利共产党。1956年匈牙利革命时曾于10月27日至31日担任内务部长，后逃往苏联。11月6日，在卡达尔的工农革命政府中担任内务部长和国防部长。1959年曾访问中华人民共和国和中共领导人毛泽东会面。